# Ludwik Kosicki
Ludwik Kosicki (ur. 24 sierpnia 1793 w Bolesławcu, zm. 20 października 1846 w Krakowie) – polski historyk i pedagog.
Po ukończeniu gimnazjum rozpoczął karierę pedagogiczną - od 1811 pracował jako kolaborant (pomocnik nauczyciela). W późniejszych latach był nauczycielem gimnazjalnym i równocześnie kształcił się na Uniwersytecie Jagiellońskim. Magister sztuk wyzwolonych od 1817, doktor filozofii od 1830. Organizował i kierował później (1834–1845) Instytutem Technicznym w Krakowie. 
Zmarł w Krakowie; pochowany jest na cmentarzu Rakowickim (pas 19, płd.). 

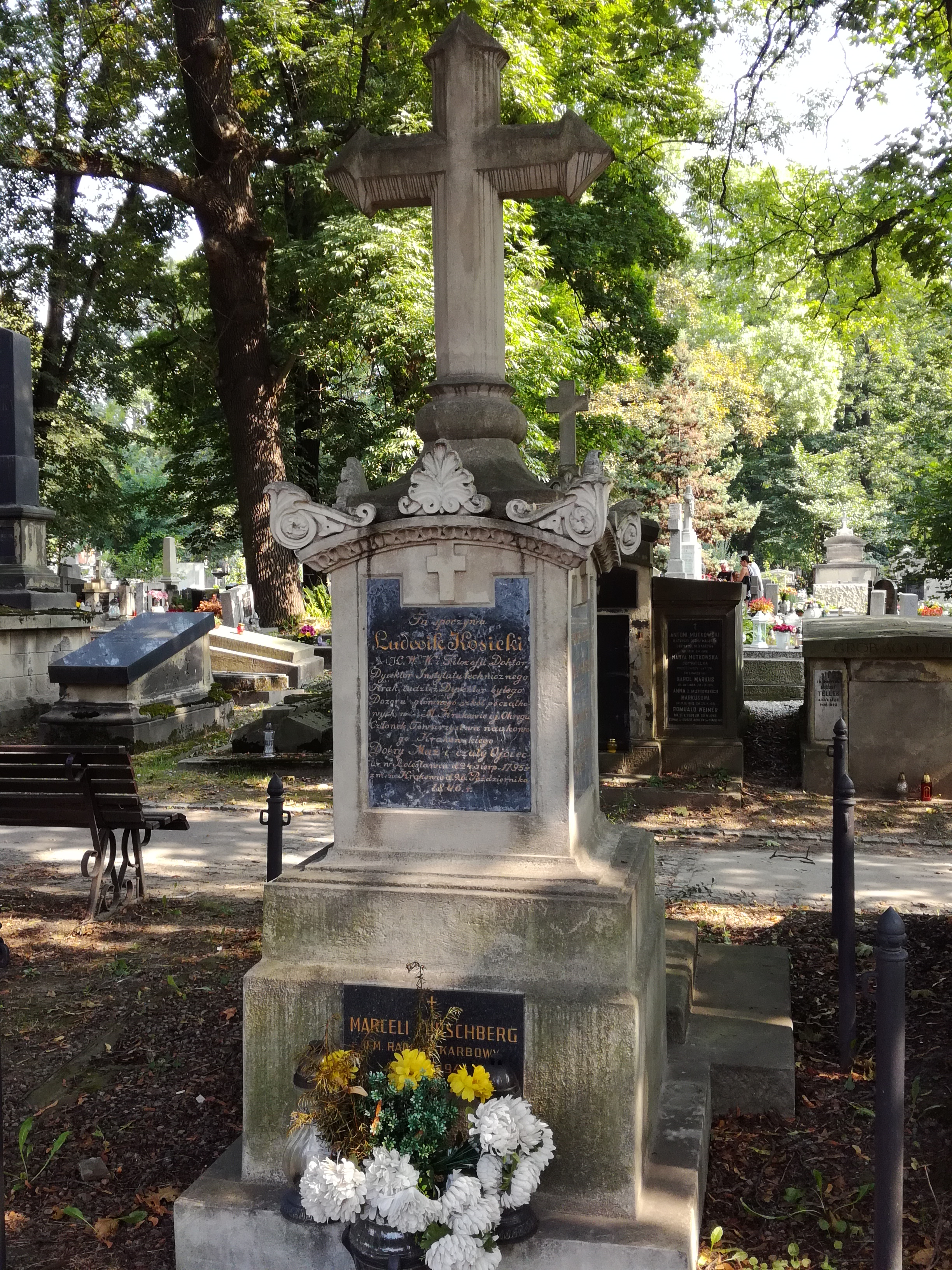
Grób prof. Ludwika Kosickiego na cmentarzu Rakowickim

## Publikacje
- O początku władzy hetmanów, Kraków 1818,
- Pochwała Piotra Tomickiego, biskupa ......, 1820,
- Zadania na celniejsze reguły konstrukcyjne do tłumaczenia z polskiego na łacińskie, 1821,
- O heraldyce 1829,
- Bibliorum polonicorum per editioner families conspectus brevis,
- Wiadomości o kościele św. Anny, 1835,
- Żywot Antoniego Himowskiego,
- O groszach pragskich w rękopisie,
- Obrzędy ślubne i godowe u ludzi.